# American Pie Presents: Band Camp
American Pie Presents: Band Camp és una pel·lícula estatunidenca de la trilogia original d'American Pie. És la primera American Pie spin-off. Va ser dirigida per Steve Rash i escrita per Brad Riddell. Durant el desenvolupament, la pel·lícula de treball va ser el títol d'American Pie 4. La pel·lícula se centra en Matt Stifler, germà menor de Steve Stifler. En aquesta pel·lícula, Matt és enviat al campament de la banda infame, on es veu obligat a canviar la seva forma.

## Argument
Matt, el germà menor de Stifler, és obligat a passar un estiu en el campament de la banda de música. Aquí fa de les seves amb càmeres ocultes. Però, quan es queda enamorat de la seva companya de banda, Elyse, el seu afany per maquillar les seves costums té resultats imprevistos. El pare de Jim (Eugene Levy) torna com estrafolari tutor per intentar tornar a la pleta l'esgarriat germà menor de Stifler.

## Repartiment
- Eugene Levy com a Noah Levenstein "Sr. Levenstein"2
- Tad Hilgenbrink com a Matt Stifler
- Arielle Kebbel com a Elyse
- Jason Earles com a Ernie
- Crystle Lightning com a Chloe
- Jun Hee Lee com a Jimmy
- Matt Barr com a Brandon
- Chris Owen com a Sherman
- Lauren C. Mayhew com a Arianna
- Angela Little com a Sheree
- Rachel Veltri com a Dani
- Timothy Stack com a Sr. Nelson
- Ginger Lynn Allen com a Infermera Sanders
- Russell Howard com a Riggler
- Carla Alapont com a Leslie
- Lily Mariye com a Dr. Susan Choi
- Matt Baker com a Derek
- Dossett March com a Andy
- Jim Jackman com a Director Vegas
- Tara Killian com a Patti
- Jennifer Walcott com a Laurie
- Claire Titelman com a Claire
- Kathleen LaGue com a Recepcionista Robards
- Colleen McDermott com a Mare de Elyse
- Judy Busey como  com a de Ernie
- Jennifer McMahon com a Ballarina
- Joelle Cosentino com a Ballarina
- Lizzy Richardson com a Ballarina
- Heather Miller com a Ballarina

## Banda sonora
1. Andrew W.K. - "She Is Beautiful"
2. Breaking Benjamin - "Forget It"
3. Snow Patrol - "How To Be Dead"
4. Matt Nathanson - "Laid"
5. Treble Charger - "American Psycho"
6. Good Charlotte - "The Anthem"
7. Paul Locke - "Paul's Drums"
8. Jimmy Eat World - The Middle
9. Courtesy of Associated Productions Music - "Dracula Plays"
10. Courtesy of Associated Productions Music - "Pom Pom"
11. Courtesy of Associated Productions Music - "Piano Sonata"
12. Cage9 - "Breaking Me Down"
13. Linda Perry - "Get The Party Started"
14. D.O.R.K - "Jaime"
15. The Penfifteen Club - "Disco MF"
16. The City Drive - "Defeated"
17. Wild Cherry (band) - "Play That Funky Music White Boy"
18. The City Drive - "Bring Me Everything"
19. Christian B - "Baby Got Back"
20. Steppenwolf - "Born to Be Wild"
21. Tal Bachman - "Aeroplane"
22. Chris Rash and Jean-Paul DiFranco - "Bonfire Etude"
23. Ash - "Vampire Love"